# Rozpuštění
Rozpuštění (anglicky Dissolution) je kniha britského spisovatele C. J. Sansoma, která vyšla v roce 2003.
Jedná se o první knihu s hlavním hrdinou, londýnským právníkem, trpící vrozenou vadou zad, Matthew Shardlakem.

## Obsah
První případ, ve kterém se poprvé setkáváme s právníkem Matthew Shardlakem, se odehrává v roce 1537. Králův ministr Thomas Cromwell pomáhá králi v pozici hlavy reformované církve a získat majetek klášterů. Právě do jednoho z těchto klášterů posílá právníka Shardlaka, aby cestou vyšetřování vražd dopomohl ke zhroucení zažitého systému bohatých mnichů a k právnímu získání majetku kláštera ve Scarnsea. V průběhu vyšetřování přichází Shardlak na spoustu souvisejících věci i na ty, které jeho přesvědčené názory na reformu, pomalu obrací proti politice Thomase Cromwella.
Kniha zobrazuje napínavé čtení a vystihuje ducha doby, plné náboženských sporů, touhy po moci a penězích a život vrstev anglické společnosti na sklonku středověku.

## Postavy
Matthew Shardlake - Hlavní postava, právník Cromwellův člověk.
Mark Poer - Shardlakův pomocník.
Thomas Cromwell - Státník Jindřicha VIII. (historická postava).
Guy Malton - špitálník, který odpovídá za zdraví mnichů.
Alice - Guyova pomocnice.
Fabian - Doživotně zvolený opat kláštera mnichy.
Edwing - Hlavní správce klášterní pokladny.
Mortimus - Odpovídá za kázeň a blaho mnichů.
Copynger - Soudce oblasti ve které leží klášter.

## Skutečnosti
Rušení anglických klášterů byl formální proces v letech 1536 až 1541, kdy Jindřich VIII. rozpustil klášterní společenství v Anglii, Walesu a Irsku a zabavil jejich majetek. Toto právo mu bylo svěřeno zákonem o svrchovanosti (Act of Supremacy) přijatým parlamentem roku 1534, který ho ustanovil nejvyšším představitelem Anglikánské církve, a zákony o rozpuštění klášterů (First suppression Act 1536 a Second Suppression Act 1539).